# Persona 2
Persona 2 (яп. ペルソナ２, кириліз.: Перусона Ні), також відома як Shin Megami Tensei: Persona 2 — дуологія японських рольових відеоігор, розроблених та виданих Atlus для PlayStation. Вона складається з другої та третьої частин серії Persona, яка є спінофом франшизи Megami Tensei. 

## Ігри

### Persona 2: Innocent Sin
Innocent Sin розповідає історію групи підлітків, які розслідують містичні чутки, що стають реальністю, і зіштовхуються з культом, який намагається викликати древнє зло. Гравці використовують здатність викликати «Персон», проявів своєї душі, для боротьби з надприродними силами.

### Persona 2: Eternal Punishment
Eternal Punishment є прямим продовженням, що розгортається в альтернативній версії тих самих подій, але з новими героями та іншим поглядом на наслідки з Innocent Sin. Головна героїня — журналістка, яка розкриває змову, що загрожує всьому місту.

## Манґа
Persona 2 також має окрему історію у форматі манги під назвою Persona: Tsumi To Batsu (яп. ペルソナ 罪と罰, кириліз.: Перусона: Цумі То Бацу, досл. «Персона: Злочин і кара»), в якій фігурує та сама школа, але інші персонажі та події.